# Jean Baptiste de Traversay
Jean Baptiste Prevost de Sansac, markiz de Traversay (ros. Иван Иванович де Траверсе, ur. 24 lipca 1754 na Martynice, zm. 19 maja 1831 w majątku Romanszczina k. Ługi) – rosyjski admirał, minister marynarki Rosji w latach 1811–1828, emigrant francuski.

## Życiorys

### Pochodzenie
Pochodził z rodziny szlacheckiej. Urodził się na należącej do Francji karaibskiej Martynice, gdzie jego ojciec, oficer marynarki, odbywał służbę wojskową, natomiast matka pochodziła z rodziny miejscowych plantatorów trzciny cukrowej.

### Służba we Francji i Ameryce
W 1765 podjął naukę w marynarskiej szkole w Rochefort, a następnie w Breście. Po kilku latach spędzonych na statkach handlowych, w 1777 wstąpił do francuskiej marynarki wojennej. Po oficjalnym przystąpieniu Francji do wojny o niepodległość Stanów Zjednoczonych walczył m.in. pod dowództwem admirała Charlesa d’Estainga. W 1781 odznaczył się w czasie rozstrzygającej bitwy pod Chesapeake, gdzie ostrzegł dowodzącego flotą francuską admirała de Grasse o zbliżających się okrętach angielskich. Po powrocie do Francji otrzymał stopień kapitana pierwszej rangi.

### Służba i kariera w Rosji
Gdy we Francji wybuchła rewolucja (1789) większość oficerów marynarki wojennej, z pochodzenia szlachciców, znalazło się w szeregach prawdziwych lub domniemanych przeciwników nowej republikańskiej władzy i zostało zmuszonych do emigracji. W okresie rewolucyjnego zamętu, na prośbę cesarzowej Katarzyny II, de Traversay w 1791 przybył do Rosji i podjął służbę w rosyjskiej flocie wojennej, otrzymawszy stopień generała majora oraz kapitana marynarki. Początkowo pełnił służbę na Bałtyku, a w 1802 został dowódcą Floty Czarnomorskiej oraz sewastopolskiego garnizonu. Rok wcześniej otrzymał od cara Aleksandra I stopień pełnego admirała. W czasie wojny z Turcją, podczas kampanii w 1807, dowodził udaną akcją zajęcia Anapy, która była ostatnią czynną walką w jego karierze. W 1809 został wezwany do służby w Ministerstwie Marynarki. Dwa lata później zastąpił admirała Pawła Cziczagowa na stanowiska szefa tegoż ministerstwa. Kierując rosyjską marynarką, de Traversay zreorganizował strukturę Floty Bałtyckiej, powołując stałe obsady okrętów, stacjonujących w portowych garnizonach, a także położył zasługi dla rozwoju przemysłu stoczniowego. Gdy jednak kierował ministerstwem, po zakończeniu wojen napoleońskich i ograniczeniu budżetu marynarki, załogi rosyjskich okrętów Floty Bałtyckiej tak rzadko wychodziły na pełne morze, że wschodnią część Zatoki Fińskiej, między rzeką Newą a wyspą Kotlin, gdzie najczęściej odbyły się manewry okrętów, zaczęto nazywać „Kałużą Markiza” (ros. Маркизова лужа), która to nazwa jest używana do dziś.
W okresie ministerium Traversaya były organizowane dalekomorskie wyprawy badawcze, w trakcie których Rosjanie eksplorowali m.in. wody Arktyki (wyprawy Ottona Kotzebuego i Ferdinanda Wrangla) i Antarktyki. Wspólnie z carem Aleksandrem, Traversay zainicjował oraz sponsorował wyprawę dookoła świata Fabiana von Bellingshausena (1819–1821), kiedy to po raz pierwszy dotarto do stałego lądu Antarktydy. Na cześć ministra Bellingshausen nazwał grupę wysp, położoną w archipelagu Sandwich Południowy.
Po śmierci cara Aleksandra I (1825) Traversay pozostał na stanowisku ministra marynarki, służąc jego następcy, Mikołajowi I. W 1828 admirał zrezygnował ze służby. Zmarł 19 maja 1831 w swoim majątku Romanszczina (ros. Романщина), w ujezdzie Ługi, w guberni petersburskiej.
Był dwukrotnie żonaty. Starszy syn Aleksander (1791–1850) został wiceadmirałem rosyjskiej floty wojennej, młodszy, również Aleksander (1796–1878), został generałem majorem armii rosyjskiej. Jego wnuk Leonid de Traversay (1836–1891, syn Aleksandra starszego), generał major, uczestnik wojny rosyjsko-tureckiej, jest pochowany na cmentarzu prawosławnym w Kaliszu.